# 二宫和弘
二宫和弘（1946年11月28日—）是一名日本男子柔道运动员。他在1976年蒙特利尔夏季奥林匹克运动会中，参加了男子柔道比赛并获得93公斤级金牌。